# شرکت بهره‌برداری نفت و گاز مسجدسلیمان
شرکت بهره‌برداری نفت و گاز مسجدسلیمان شرکت نفت و گاز ایرانی است، که به‌عنوان یک شرکت تابعه از شرکت ملی مناطق نفت‌خیز جنوب، در زمینه بهره‌برداری، فرآورش و انتقال نفت خام و گاز طبیعی فعالیت می‌کند. ظرفیت تولید نفت خام این شرکت به‌طور متوسط معادل ۱۷۰ هزار بشکه در روز می‌باشد، این شرکت همچنین به‌طور میانگین روزانه ۳۵۰ میلیون فوت مکعب (معادل ۱۰ میلیون مترمکعب) گاز طبیعی تولید می‌کند.
شرکت نفت و گاز مسجدسلیمان در دی‌ماه ۱۳۷۷ با ادغام ۴ منطقه نفتی لب‌سفید، نفت‌سفید، قلعه‌نار و هفتکل تأسیس شد و فعالیت رسمی خود را از ابتدای سال ۱۳۷۸ به‌عنوان شرکت تابعه‌ای از شرکت ملی مناطق نفت‌خیز جنوب آغاز نمود. این شرکت اکنون در مجموع دارای ۴۹۲ حلقه چاه نفت، ۱۶ مجتمع بهره‌برداری، ۳ کارخانه نمک‌زدایی و ۴ ایستگاه تقویت فشار گاز است و در محدوده‌ای به وسعت ۲۷ هزار کیلومتر مربع، در ۳ استان خوزستان، ایلام و لرستان فعالیت می‌کند. دفتر مرکزی این شرکت در شهر مسجدسلیمان، استان خوزستان قرار دارد. مجموع ذخایر تحت مدیریت شرکت نفت و گاز مسجدسلیمان در حدود ۲۹ میلیارد بشکه برآورد می‌شود.

## تاریخچه
حوزه عملیاتی شرکت بهره‌برداری نفت و گاز مسجدسلیمان، به‌عنوان قدیمی‌ترین منطقه نفت‌خیز ایران و خاورمیانه، قدمت آن به سال ۱۲۸۷ و اکتشاف نخستین میدان نفتی خاورمیانه، توسط کنسرسیوم دارسی، تحت نام میدان نفتی مسجد سلیمان بازمی‌گردد. چاه شماره یک، در سال ۱۲۸۷ (معادل ۱۹۰۸ میلادی) در شهر مسجدسلیمان شروع به فعالیت تولیدی کرد. این کشف صنعتی، سرفصل جدیدی را در حیات سیاسی، اجتماعی و اقتصادی کشور ایران به وجود آورد. در طول دهه‌های بعدی، چاه‌های نفت در مناطق شمالی استان خوزستان، یکی پس از دیگری حفاری و تکمیل شده و به بهره‌برداری رسیدند. جویندگان کار از اقصی نقاط ایران، به این مناطق هجوم آوردند و مسجدسلیمان به‌عنوان نخستین شهر صنعتی ایران شکل گرفت. حوزه مدیریتی شرکت نفت مسجدسلیمان در طول جنگ جهانی دوم با محوریت میدان نفتی مسجدسلیمان، عملأ انرژی ماشین جنگی بریتانیا را تأمین می‌کرد و این منطقه نفتخیز در آن دوره زمانی، به یکی از استراتژیک‌ترین نواحی صنعتی جهان مبدل شده بود.
سال‌های ابتدای دهه ۱۳۵۰ به دلیل شتاب گرفتن روند فعالیت‌های تولید نفت و گاز در جهان و ورود فناوری‌های نوین اکتشاف و حفاری، همچنین ایجاد تغییرات قراردادی در صنایع نفت و گاز ایران، از قراردادهای مشارکت در تولید به قراردادهای خرید خدمت،شرکت خاص خدمات نفت ایران (به‌اختصار آسکو) توسط اعضای کنسرسیوم، تاسیس شد و در عمل جایگزین شرکت اکتشاف و تولید نفت ایران گردید و فعالیت خود را به‌عنوان شرکت پیمانکار غیرانتفاعی طرف قرارداد شرکت ملی نفت ایران آغاز نمود. شرکت آسکو در زمینه اکتشاف و مطالعه میدان‌ها، برنامه‌ریزی و اجرای عملیات حفاری، طراحی، نصب و راه‌اندازی تأسیسات و کارخانجات جانبی، همچنین احداث خطوط لوله، تهیه طرح پیشنهادی برنامه‌های توسعه میدان‌ها و نیز انجام برآورد بودجه‌های ارزی و ریالی فعالیت می‌کرد. در سالهای نخست، دفتر مرکزی شرکت آسکو در شهر مسجدسلیمان قرار داشت.
پس از وقوع انقلاب ۱۳۵۷ در ایران و خروج بخش اعظم کارشناسان خارجی و شرکت‌های بین‌المللی صنعتی از کشور، سپس تغییر ساختار سازمان‌ها و شرکت‌های دولتی، شرکت آسکو و شرکت عملیات غیرصنعتی با هم ادغام شدند و مدیریت مناطق نفتخیز را در شرکت ملی نفت ایران تشکیل دادند. دفتر مرکزی این شرکت نیز به شهر اهواز منتقل شد. این شرکت به‌عنوان متصدی کلیه عملیات مربوط به بخش بالادستی و پایین‌دستی نفت و گاز سراسر کشور، منهای میدان‌های دریایی مستقر در خلیج فارس که مدیریت آنها برعهده شرکت نفت فلات قاره ایران بود، را در بر می‌گرفت. در پی اعمال این تغییرات، مدیریت منطقه نفتخیز مسجدسیمان نیز به مدیریت مناطق نفتخیز شرکت ملی نفت محول شد. در نهایت با تولید بیش از حد در طول بیش از نیم قرن از میدان نفتی مسجد سلیمان و میادین همجوار آن که امروزه در حوزه عملیاتی شرکت نفت و گاز مسجدسلیمان قرار دارند، میانگین تولید چاه‌های این میادین، رفته‌رفته رو به افول نهاد و اکتشاف میدان‌های جدید در جنوب کشور و عدم توجه به ایجاد زیرساخت‌های جدید در این مناطق نیز مزید بر علت شد، تا جایی که در ابتدای دهه ۱۳۶۰ تولید نفت خام از این مخازن نفتی فرسوده، دیگر اقتصادی نبود و کلیه فعالیت‌های مرتبط با استخراج نفت در این منطقه، متوقف گردید. پس از پایان جنگ ایران و عراق، مدیریت مناطق نفتخیز، به مدیریت تولید مناطق خشکی تغییر نام داد و حوزه عملیاتی این مدیریت، کلیه میادین نفتی و گازی سرزمینی را در بر گرفت.
در سال ۱۳۷۷ مدیریت تولید مناطق خشکی به شرکت ملی مناطق نفت‌خیز جنوب ارتقاء پیدا کرد و برنامه‌ریزی به‌منظور تغییر ساختار این شرکت با هدف کوچک‌سازی و تفکیک نمودن حوزه عملیاتی آن آغاز شد. سال ۱۳۷۸ با هدف اجرای سیاست‌ها و برنامه‌های وزارت نفت، مبنی بر ایجاد تغییر و تحول در نحوه اداره فعالیت‌های حاکمیتی از تصدی‌گری، ساختار سازمانی شرکت ملی مناطق نفت‌خیز جنوب مورد بازنگری قرار گرفت و بخش مدیریتی آن به ۲ شاخه اصلی شامل؛ ستاد مرکزی و شرکت‌های تابعه تفکیک گردید. سپس ۵ شرکت بهره‌برداری از تأسیسات و دارایی‌های بخش تولید نفت و گاز مناطق نفتخیز تأسیس شدند. شرکت بهره‌برداری نفت و گاز مسجدسیمان به‌عنوان یکی از ۵ شرکت بهره‌بردار تابع شرکت ملی مناطق نفتخیز جنوب، با الحاق ۴ ناحیه نفتی لب‌سفید، قلعه‌نار، هفتکل و 
نفت‌سفید، در دی‌ماه ۱۳۷۷ شکل گرفت، ولی فعالیت‌های عملیاتی آن، به‌عنوان یک شرکت بهره‌بردار، از سال ۱۳۷۸ آغاز گردید.

## حوزه عملیاتی
محدوده جغرافیایی تحت مدیریت شرکت نفت و گاز مسجدسیمان از قسمت غربی تا ۷۵ کیلومتری شهر پلدختر، واقع در جنوب استان لرستان و از بخش شرقی نیز تا ۲۵ کیلومتری شهرستان ایذه در شمال استان خوزستان، محدوده‌ای به مساحت ۱۴۰ کیلومتر مربع را شامل می‌شود.

## تأسیسات
تأسیسات شرکت بهره‌برداری نفت و گاز مسجدسلیمان شامل ۴۹۲ حلقه چاه نفت، ۱۶ مجتمع بهره‌برداری، ۳ کارخانه نمک‌زدایی و ۴ ایستگاه تقویت فشار گاز می‌باشد.
| ردیف | تأسیسات                    | سال ساخت |
| ---- | -------------------------- | -------- |
| ۱    | واحد بهره‌برداری نمره ۹     | ۱۳۰۷     |
| ۲    | واحد بهره‌برداری پرسیاه     | ۱۳۰۷     |
| ۳    | کارخانه نمک‌زدایی زیلایی    | ۱۳۷۲     |
| ۴    | واحد بهره‌برداری عنبل       | ۱۳۴۹     |
| ۵    | واحد بهره‌برداری کارون      | ۱۳۸۷     |
| ۶    | واحد بهره‌برداری قلعه‌نار    | ۱۳۷۲     |
| ۷    | واحد بهره‌برداری کبود       | ۱۳۸۳     |
| ۸    | کارخانه نمک‌زدایی لب‌سفید    | ۱۳۵۲     |
| ۹    | کارخانه نمک‌زدایی نفت‌سفید   | ۱۳۲۳     |
| ۱۰   | واحد بهره‌برداری هفتکل ۱    | ۱۳۰۷     |
| ۱۱   | واحد بهره‌برداری هفتکل ۴    | ۱۳۵۲     |
| ۱۲   | مجتمع بهره‌برداری هفت‌شهیدان | ۱۳۹۴     |